# Buccinulum
A Buccinulum a csigák (Gastropoda) osztályának a Sorbeoconcha rendjéhez, ezen belül a kürtcsigafélék (Buccinidae) családjához tartozó nem.
Az egyedek, egy fajon belül nagyon változatosak, úgy színben, mint alakban. A tüskés héjfedőjük (operculum) levél alakú.

## Rendszerezés
A nembe az alábbi fajok és alfajok tartoznak:
- Buccinulum bountyensis Powell, 1929
- Buccinulum brunobrianoi Parth, 1993
- Buccinulum clarcki (Tenison - Woods, 1875)
- Buccinulum colenseni (Suter, 1908) - nagy a valószínűsége annak, hogy ez fajnév, a Buccinulum colensoi szinonimája legyen
- Buccinulum colensoi (Suter, 1908)
- Buccinulum fuscozonatum (Suter, 1908)
- Buccinulum linea
  - Buccinulum linea flexicostatum Dell, 1956
  - Buccinulum linea linea (Martyn, 1784)
- Buccinulum lineare Reeve, 1846
- Buccinulum mariae Powell, 1940
- Buccinulum otagoensis Powell, 1929
- Buccinulum pallidum
  - Buccinulum pallidum pallidum Finlay, 1928
  - Buccinulum pallidum powelli Ponder, 1971
- Buccinulum pertinax
  - Buccinulum pertinax finlayi Powell, 1929
  - Buccinulum pertinax pertinax (Martens, 1878)
- Buccinulum robustum Powell, 1929
- Buccinulum turrita (Tenison-Woods, 1875)
- Buccinulum venusta Powell, 1929
- Buccinulum vittatum
  - Buccinulum vittatum bicinctum (Hutton, 1873)
  - Buccinulum vittatum littorinoides (Reeve, 1846)
  - Buccinulum vittatum vittatum (Quoy & Gaimard, 1833)

### Fordítás
Ez a szócikk részben vagy egészben  a   Buccinulum című angol Wikipédia-szócikk fordításán alapul.  Az eredeti cikk szerkesztőit annak laptörténete sorolja fel. Ez a jelzés csupán a megfogalmazás eredetét és a szerzői jogokat jelzi, nem szolgál a cikkben szereplő információk forrásmegjelöléseként.